# جيسي فينت
جيسي فينت (بالإنجليزية: Jesse Vint)‏ هو منتج أفلام وكاتب سيناريو ومخرج وممثل أمريكي، ولد في 1952 بتلسا في الولايات المتحدة.

## أعمال

### أفلام
- (1974) الحي الصيني
- (1974) الزلزال[4]

## وصلات خارجية
- جيسي فينت على موقع IMDb (الإنجليزية)
- جيسي فينت على موقع ألو سيني (الفرنسية)
- جيسي فينت على موقع أول موفي (الإنجليزية)
- جيسي فينت على موقع قاعدة بيانات الأفلام السويدية (السويدية)
- جيسي فينت على موقع قاعدة بيانات الفيلم (الإنجليزية)
- جيسي فينت على موقع كينوبويسك (الروسية)